# USS McFaul (DDG-74)
El USS McFaul (DDG-74) es un destructor de la clase Arleigh Burke en servicio con la Armada de los Estados Unidos. Fue puesto en gradas en 1996, botado en 1997 y asignado en 1998. Su nombre USS McFaul honra al suboficial Donald L. McFaul, Navy SEAL caído durante la Operación Just Cause en Panamá de 1989.

## Construcción
Colocada su quilla en 1996 (el 26 de enero) en el Ingalls Shipbuilding, fue botado el 18 de enero de 1997 y asignado el 25 de abril de 1998.

## Historial de servicio

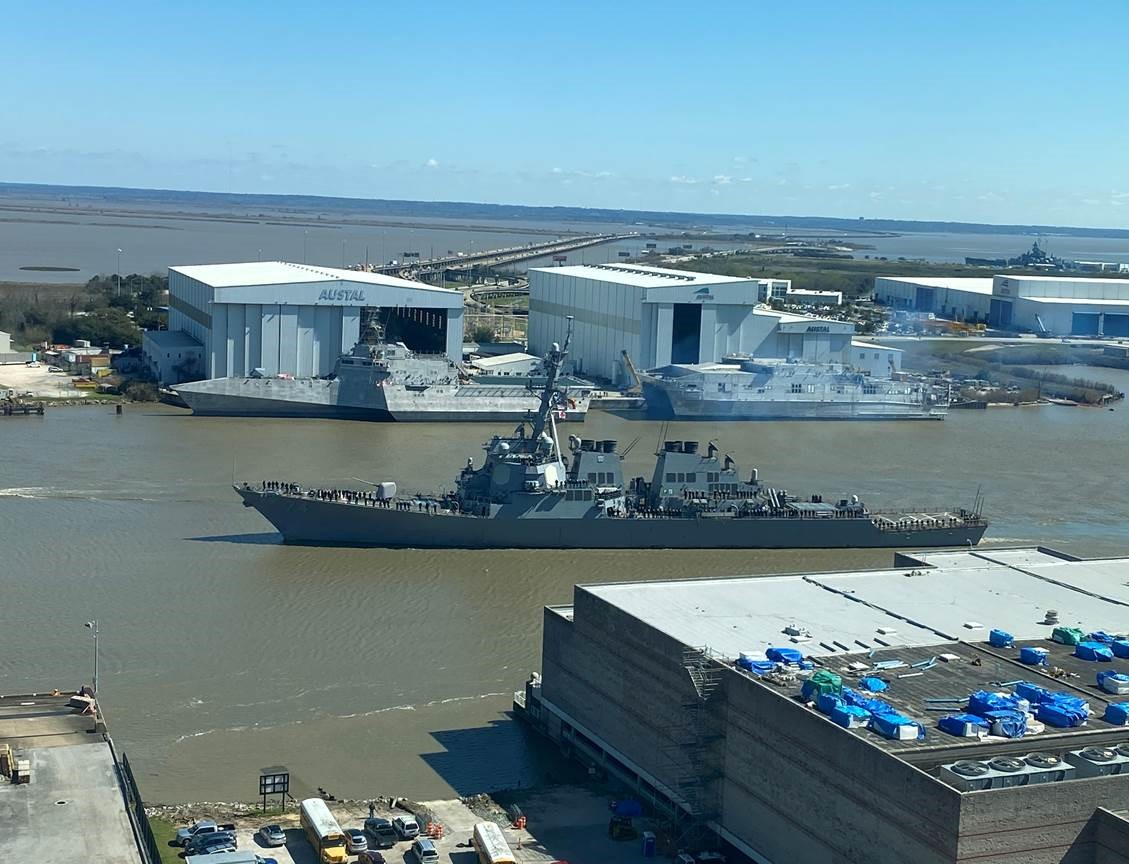
El USS McFaul (DDG-74) llega al Mardi Gras en Nueva Orleans, año 2020.

En 2001 el USS McFaul prestó apoyo a las Operaciones Southern Watch y Enduring Freedom; y disparó misiles Tomahawk a Afganistán.